# Lago Pilkuse
El lago Pilkuse (en estonio: Pilkuse järv) es un lago situado al sur de Estonia en el condado de Valga. Se encuentra aproximadamente a 2 kilómetros al este de Otepää. Sus coordenadas son 58°3′N 26°31′E / 58.050, 26.517.
La superficie del lago es de 10.5 hectáreas, y alcanza una profundidad máxima de 5.4 metros. En la orilla este existe un robledal, y al sur la montaña Võnnumägi domina el paisaje. El fondo del lago generalmente está fangoso, y su agua es de color verde amarillenta.
El lago alberga 27 tipos de las plantas y su fauna es relativamente rica, con peces como la perca y el lucio. 
El lago forma parte del parque natural de Otepää.